# 分区 (意大利)
分区（義大利語：frazione）是意大利市镇的一种下属行政区划单位，通常是在市镇主城区之外的村庄。大多数分区是在法西斯时期（1922-1943年间）为了精简行政区划而设立的。

## 概述
分区是指意大利乡间地区一个市镇里的村庄或小村。一个市镇并不一定要划分为更小的行政单位。有些市镇就没有划分为分区，而有些市镇则有十多个分区。市镇通常以其主城来命名，但也不总是这样。
通常分区是村庄或小村，有时只包括一群房屋。不是所有的小村都被称为分区。有时候分区的居民数量比市镇主城的居民数量更多。由于非通常原因或主城人口数量减少，市政厅及其行政功能会迁至市镇的分区，但市镇的名字还是保留为主城的名字。

## 历史
历史上，很多分区是在意大利法西斯时期设立的，当时用了很大的精力去精简和使行政区划合理化。有时一个分区代表一个不能再自立可行的旧市镇。
2000年之前，除了在5个自治大区之外，是由中央政府来设立分区并界定其范围。2000年法律修改后则由市镇来决定分区的范围。

## 行政管理
根据之前的法律，分区可以选择是否有自己的副市长。副市长通常是由市镇市长根据市镇议会的推荐来任命的，或者有时通过分区大部分居民的请愿来任命的。尽管法律上并无相关条文，有时候一个副市长的辖区范围包括多个分区。根据现行法律，市长可以委托市镇议员在分区层次执行一些市长的行政功能。